# EX-324
La carretera EX-324 es de titularidad de la Junta de Extremadura. Su categoría es local. Su denominación oficial es   EX-324 , de Helechal a Monterrubio de la Serena.